# Нику Караника
Нику Караника (на румънски: Nicu Caranica) е арумънски поет, есеист, драматург и общественик.

## Биография
Караника е роден на 18 януари 1911 година в Битоля, тогава в Османската империя, в арумънското семейство на Йон Караника и Севастия Капидан, сестра на Теодор Капидан. Нику Караника е брат на румънската писателка и преводачка Ета Боериу. Семейството му емигрира в Румъния. Завършва начално и гимназиално образование в Турда в периода 1919 - 1928 година, където баща му е учител по музика. В 1932 година завършва Филологическия и философски факултет на Клужкия университет. Съученик в гимназията и в университета е с Павел Дан. Нику Караника започва да публикува стихотворения и статии в „Гънд ромънеск“, „Абечедар“, „Гъндиря“, „Курентул литерар“ и други. Продължава образованието си в Католическия университет в Лил, а след това учи в Екол нормал супериор в периода 1935 - 1936 година. Завръща се в Румъния и от 1937 до 1940 година е учител в Арад. В 1940 година публикува в „Абечедар“ първата си стихосбирка. В същата година става прес аташе на румънската легация в Рим на мястото на Винтила Хория. Между 1943 и 1945 година е асистент на Рамиро Ортиз в Падуанския университет. Превежда на румънски език поезията на Джандоменико Сера и няколко години по-късно на френски и румънски поезията на Марио Лузи. В 1949 година емигрира в Париж. Участва в научните сесии в Румънския център за научни изследвания и в литературните срещи на румънските писатели в изгнание.